# Mimulus bicolor
Espèce
Mimulus bicolor est une espèce de Mimulus (parfois appelées « mimules ») connue en anglais sous le nom de yellow and white monkeyflower (littéralement, « fleur-singe » jaune et blanche ou plutôt monkeyflower jaune et blanche). Elle est endémique à la Californie où elle pousse dans les montagnes et les collines des Klamath Mountains à travers la Sierra jusqu'aux Tehachapi Mountains. Elle pousse dans les endroits humides souvent sur des sols argileux. Il s'agit d'une plante annuelle qui a une tige poilue d'une hauteur de 4 à 27 centimètres. Les feuilles sont linéaires à presque ovales ont une longueur de trois centimètres et sont disposées en paire le long de la tige. La base tubulaire de la fleur est entourée par un calice vert rougeâtre picoté de sépales avec de petits lobes pointus. Le corolle de la fleur a une longueur de un à deux centimètres et est divisé en deux lèvres. Ces dernières varient en couleur, mais habituellement la lèvre supérieure est blanche et la lèvre inférieure est jaune. La lèvre supérieure a deux lobes tandis que la lèvre inférieure en a trois et chaque lobe a deux sous-lobes à leur extrémité.